# Cessna T303
Die Cessna T303 Crusader ist ein sechssitziges, zweimotoriges Reiseflugzeug. Es wird vorwiegend als Geschäftsflugzeug eingesetzt.

## Geschichte
Der Prototyp N303PD flog das erste Mal am 14. Februar 1976. Dieses Modell war viersitzig und mit zwei Boxermotoren mit je 119 kW ausgestattet. In dieser Konfiguration hätte das Modell mit der damaligen Bezeichnung Cessna Modell 303 Clipper mit weiteren ähnlichen Modellen der Konkurrenz im Wettbewerb gestanden. Bereits vor Beginn des Zulassungsverfahrens wurde daher der Entwurf vom Modell T303 mit sechs Sitzen und leistungsstärkeren Triebwerken (2 × 250 PS) abgelöst. Der neue, werbewirksame Name lautete Crusader (engl. für Kreuzfahrer). Die Cessna Modell T303 Crusader erhielt im August 1981 ihre Zulassung, die Auslieferung der Serienmaschinen begann im Oktober desselben Jahres. Nach 297 gebauten Maschinen wurde die Produktion 1986 eingestellt.

## Technik
Die Cessna T303 ist eine Tiefdecker-Aluminiumkonstruktion mit einziehbarem Bugrad-Fahrwerk, Fowler-Klappen und konventioneller Steuerung. Das Flugzeug besticht durch gute Kurzstarteigenschaften, eine geräumige Kabine und gute Zuladung. Der Rumpf ist nicht als Druckkabine ausgelegt. Gepäckräume befinden sich in den Triebwerksgondeln, der Nase und im hinteren Teil der Kabine.

## Militärische Nutzer
- Guatemala
- Haiti

## Technische Daten
| Kenngröße             | Daten                                                                                                 |
| --------------------- | --- |
| Besatzung             | 1 |
| Passagiere            | 5 |
| Länge                 | 9,27 m                                                                                                |
| Spannweite            | 11,9 m                                                                                                |
| Höhe                  | 4,06 m                                                                                                |
| Flügelfläche          | 17,58 m²                                                                                              |
| Flügelstreckung       | 8,1                                                                                                   |
| Leermasse             | 1499 kg                                                                                               |
| max. Startmasse       | 2346 kg                                                                                               |
| Reisegeschwindigkeit  | 363 km/h                                                                                              |
| Höchstgeschwindigkeit | 400 km/h in 5485 m Höhe                                                                               |
| Dienstgipfelhöhe      | 7620 m                                                                                                |
| Reichweite            | 1891 km                                                                                               |
| Triebwerke            | 2 gegenläufige Boxermotoren, ein Continental TSIO-520-AE und ein LTSIO-520-AE mit je 186 kW (250 PS). |